# Zenon Kowalczyk (samorządowiec)
Zenon Kowalczyk (ur. 1941, zm. 11 marca 2017) – polski samorządowiec, burmistrz Prudnika w latach 1998–2006, radny Rady Powiatu w Prudniku (1998–2002, 2006–2010), naczelnik miasta Głogówek i gminy Głogówek (1975–1993).

## Życiorys
Całe zawodowe życie związał z Głogówkiem i Prudnikiem, gdzie przez 8 lat pełnił funkcję burmistrza (1998–2006). Był też dwukrotnie radnym powiatu prudnickiego. Kowalczyk ukończył administrację na Uniwersytecie Śląskim. Pracę zawodową rozpoczął w Opolskiej Fabryce Mebli w Prudniku w 1962 roku, potem pracował m.in. w urzędzie statystycznym i wydziale planowania gospodarczego w urzędzie powiatowym. W 1975 roku został naczelnikiem miasta i gminy Głogówek i pełnił to stanowisko przez 18 lat, do zmian ustrojowych, które wprowadziły samorząd gminny. Potem przez 5 lat kierował spółką Ceramika Opex. W 1998 roku jako kandydat SLD został wybrany przez radę miejską na burmistrza Prudnika. W 2002 roku powtórzył to w wyborach bezpośrednich. Kierował miastem w czasach gospodarczego kryzysu, borykał się m.in. z upadkiem Prudnickich Zakładów Obuwia „Primus”. Próbował temu przeciwdziałać zakładając spółkę gminną, ale bez sukcesu. Został delegatem polskiej strony Parlamentu Euroregionu Pradziad z siedzibą w Prudniku.
Rada Miejska w Prudniku uchwałą Nr LV/883/2010 z dnia 27 maja 2010 roku nadała Zenonowi Kowalczykowi odznakę honorową „Zasłużony dla Miasta i Gminy Prudnik” w uznaniu zasług na rzecz rozwoju gminy Prudnik.

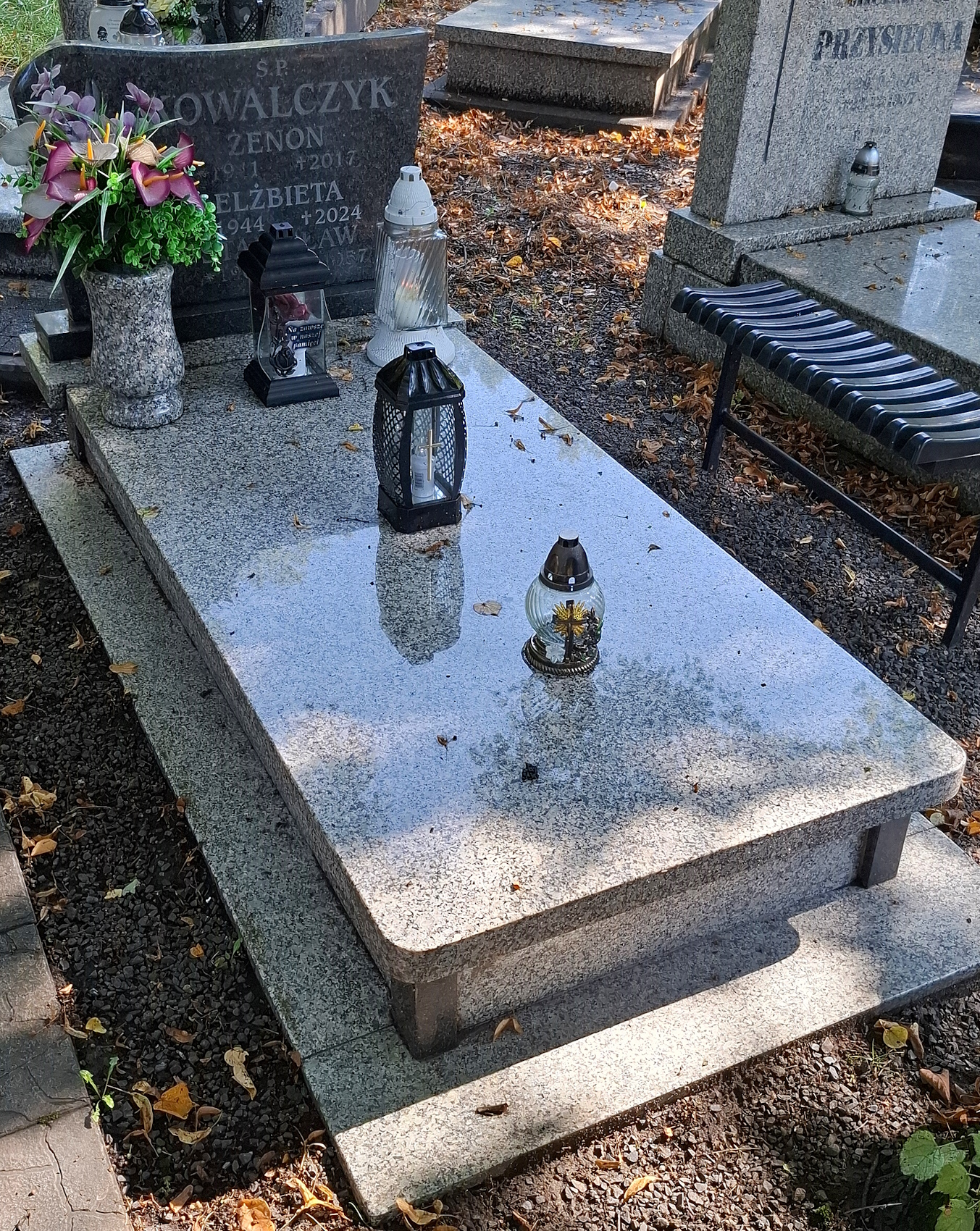
Grób Zenona Kowalczyka w Prudniku

Zmarł 11 marca 2017 roku po długiej chorobie. Został pochowany na cmentarzu komunalnym w Prudniku.